# Državni zbor Republike Slovenije
Državni zbor Republike Slovenije ali kratko državni zbor je osrednja, najvišja predstavniška in zakonodajna institucija Republike Slovenije. Predstavlja spodnji dom slovenskega parlamenta, zgornji dom zaseda Državni svet Republike Slovenije. Državni zbor je začel delovati po volitvah leta 1992 (te so bile 6. decembra 1992), ko se je iztekel mandat Skupščini Republike Slovenije. Prva konstitutivna seja je bila 23. decembra 1992. Glede na določbe Ustave in odločitev ustavnega sodišča predstavlja večji del nepopolnega dvodomnega slovenskega parlamenta.  
Sestavlja ga 90 poslancev, ki so načeloma izvoljeni za mandatno dobo štirih let. Od tega je 88 poslancev izvoljenih na predlog političnih strank na nacionalni ravni, dva poslanca pa sta izvoljena s strani pripadnikov italijanske oz. madžarske narodne skupnosti v Sloveniji. 88 »nacionalnih« poslancev je voljenih po proporcionalnem volilnem sistemu, dva predstavnika manjšin pa po sistemu rangiranja (t. i. Borda sistem). 
Od 13. maja 2022 zaseda 9. državni zbor. Predsednica je Urška Klakočar Zupančič.

## Ustavne določbe
Državni zbor je opredeljen v 4. delu Ustave Republike Slovenije in sicer v členih 80. do vključno 95.
Vsebine členov:
- 80. člen: ureja sestavo in način volitev poslancev
- 81. člen: določa mandatno dobo in roke za razpis volitev
- 82. člen: govori o poslancih kot predstavnikih vsega ljudstva in potrjevanju mandatov
- 83. člen: ureja poslansko imuniteto
- 84. člen: določa, da DZ voli predsednika z večino vseh glasov (pri tem ne določa, da mora biti predsednik tudi poslanec DZ)
- 85. člen: govori o zasedanjih in določa, kdo lahko zahteva sklic izredne seje
- 86. člen: govori o načinu odločanja in sklepčnosti DZ
- 87. člen: določa, da se lahko pravice urejajo samo z zakoni
- 88. člen: določa kvalificirane predlagatelje zakonov (vsak poslanec, Vlada, Državni svet ali 5.000 volivcev)
- 89. člen: določa, da se zakoni načeloma sprejemajo po večfaznem postopku
- 90. člen: govori o referendumu in o vsebinskih omejitvah glede razpisa referenduma
- 91. člen: določa rok za promulgacijo zakona in ureja ponovno odločanje na podlagi t. i. veta Državnega sveta
- 92. člen: govori o vojnem in izrednem stanju, daje DZ pristojnost odločanja o uporabi oboroženih sil in predsednika pooblašča za opravljanje teh nalog, če jih DZ ne more
- 93. člen: ureja parlamentarno preiskavo
- 94. člen: uvaja Poslovnik DZ
- 95. člen: ureja nagrajevanje poslancev

## Pristojnosti Državnega zbora

### Zakonodajna funkcija
Državni zbor kot ustavodajalec in zakonodajalec sprejema:
- ustavne zakone o spremembah in dopolnitvah Ustave Republike Slovenije;
- zakone in povezane dokumente (avtentične razlage zakonov in uradna prečiščena besedila zakonov);
- druge akte (odloki, sklepi, resolucije, deklaracije, nacionalne programe in priporočila);
- Poslovnik Državnega zbora in Poslovnik o parlamentarni preiskavi;
- državne proračunske dokumente (proračun, spremembe proračuna, rebalans proračuna in zaključni račun proračuna) in
- zakone o ratifikaciji mednarodnih pogodb.

Poleg naštetega pa Državni zbor:
- obravnava zadeve Evropske unije,
- zavzema stališča do sprememb pogodb, na katerih temelji Evropska unija in sprejema stališča o političnih usmeritvah za delovanje Republike Slovenije v institucijah Evropske unije v skladu z ustavo, zakonom in Poslovnikom Državnega zbora in
- odloča o razpisu referenduma (referendum o spremembi Ustave, zakonodajni referendum, posvetovalni referendum, referendum o ustanovitvi občine, referendum o mednarodnih povezavah).

### Volilna funkcija
Državni zbor v okviru volilne funkcije voli:
- predsednika in podpredsednike DZ,
- generalnega sekretarja DZ,
- predsednike in podpredsednike delovnih teles,
- člane in članice Komisije za nadzor obveščevalnih in varnostnih služb,
- predsednika Vlade in Vlado oz. ministre,
- sodnike Ustavnega Sodišča,
- sodnike mednarodnih sodišč,
- sodnike rednih sodišč,
- pet članov Sodnega sveta,
- štiri člane Državnotožilskega sveta,
- predsednika in podpredsednika Vrhovnega sodišča,
- Varuha človekovih pravic in namestnika Varuha,
- guvernerja in vice guvernerje Banke Slovenije,
- predsednika in dva podpredsednika Računskega sodišča,
- Informacijskega pooblaščenca,
- člane Fiskalnega sveta in
- druge nosilce javnih funkcij, če tako določa zakon.

### Nadzorna funkcija
V okviru svoje nadzorne funkcije Državni zbor:
- odreja parlamentarno preiskavo,
- odloča o zaupnici ali konstruktivni nezaupnici Vladi,
- odloča o obtožbi predsednika republike, predsednika Vlade ali ministra pred Ustavnim sodiščem,
- postavlja poslanska vprašanja in pobude predsedniku Vlade, ministrom in generalnemu sekretarju Vlade.

### Ostale funkcije
Državni zbor je pristojen še za:
- odločanje o razglasitvi izrednega ali vojnega stanja,
- potrjevanje mandatov poslancev,
- odločanje o imunitetah (poslancev, sodnikov, Ustavnega sodišča in sodnikov rednih sodišč ter Varuha človekovih pravic in njegovega namestnika).

## Zakonodajni postopek

### Redni zakonodajni postopek

#### Začetek postopka
Zakonodajni postopek se začne z vložitvijo predloga zakona Predsedniku DZ, to lahko storijo:
- Vlada,
- Državni svet,
- vsak poslanec ali
- 5.000 volivcev.

Po prejemu Predsednik DZ predlog zakona posreduje poslancem in Vladi (v kolikor ta ni predlagateljica zakona). V primeru slednjega lahko Vlada o predlogu zakona poda mnenje. Do začetka obravnave predloga zakona lahko predlagatelj umakne predlog zakona s čimer je postopek končan ali ga zamenja z novim. Če ga zamenja se postopek znova začne s posredovanjem predloga zakona poslancem.

#### Prva obravnava
Prva obravnava predloga zakona je načeloma opravljena s tem, ko predsednik DZ predlog zakona posreduje poslancem. Postopek se nadaljuje z drugo obravnavo.
Po posredovanju predloga zakona pa lahko najmanj 10 poslancev v roku 15 dni zahteva, da DZ na plenarni seji opravi splošno razpravo o predlogu zakona. Razprava je zaključena z odločanjem o sklepu ali je predlog zakona primeren za nadaljnjo obravnavo. Če DZ odloči, da ni primeren, je zakonodajni postopek končan, v nasprotnem primeru se nadaljuje z drugo obravnavo.
Po opravljeni prvi obravnavi (razen, če je opravljena splošna razprava in sprejet sklep, da predlog zakona ni primeren za nadaljnjo obravnavo) predsednik DZ določi t. i. matično delovno telo (MDT) in mu dodeli zakon v obravnavo. Matično delovno telo je odbor ali komisija DZ, ki je vsebinsko pristojno za predlog zakona (npr. Odbor za obrambo je matično delovno telo za predloge zakonov s področja obrambe, gasilstva ipd.).
Če ima predlog zakona predvidene finančne posledice se dodeli tudi Odboru za finance, ki poroča matičnemu delovnemu telesu.

#### Druga obravnava
Druga obravnava se opravi v dveh delih. V prvem delu predlog zakona obravnava matično delovno telo, v drugem delu pa na podlagi poročila MDT še DZ na plenarnem zasedanju.

##### Obravnava na matičnem delovnem telesu
MDT opravi razpravo in odločanje o vseh členih predloga zakona in vloženih amandmajih k členom zakona. Razpravo in odločanje o členih lahko MDT tudi združi. Amandma je akt s katerim se spremeni ali dopolni besedilo prvotnega predloga zakona. Na podlagi sprejetih amandmajev se pripravi dopolnjen predlog zakona, ki je podlaga za obravnavo na seji DZ.
Amandmaje k posameznim členom predloga zakona lahko vlagajo:
- poslanci,
- poslanske skupine,
- zainteresirano delovno telo,
- Odbor za finance, če ima predlog zakona finančne posledice in
- Vlada, ko ni predlagateljica.

Če ni bila opravljena splošna razprava v okviru prve obravnave, lahko MDT sklene, da predlog zakona ni primeren za nadaljnjo obravnavo. O sklepu odloča še DZ na plenarni seji, če je sklep sprejet je zakonodajni postopek končan, če pa DZ sklep zavrne in predlog zakona oceni kot primernega se predlog vrne v obravnavo MDT. 

##### Obravnava na seji DZ
Po zaključeni obravnavi na MDT se opravi še obravnava na seji DZ. Predstavitve stališč poslanskih skupin se lahko na seji DZ opravijo le v kolikor ni bila opravljena splošna razprava v okviru prve obravnave. DZ opravi razpravo o členih, h katerim so bili vloženi amandmaji in glasuje o amandmajih. 
Pred sejo DZ se lahko vlagajo tudi novi amandmaji, vendar le k členom, h katerim je MDT že sprejelo amandmaje. Amandmaje lahko tokrat vlagajo:
- skupine najmanj 10 poslancev,
- poslanske skupine,
- predlagatelj in
- Vlada, ko ni predlagateljica.

Po zaključeni drugi obravnavi na seji DZ se pripravi besedilo predloga zakona za tretjo obravnavo. To storita Zakonodajno-pravna služba ali Vlada, ko je predlagateljica. V tem postopku se preveri usklajenost določb predloga zakona po sprejetih amandmajih in se o morebitni neskladnosti obvesti DZ. neskladnost se odpravi s t. i. uskladitvenim amandmajem, ki ga pripravi predlagatelj ali v izjemnih primerih MDT.
Če k predlogu zakona ni bil sprejet noben amandma, DZ še na isti seji odloča o predlogu zakona v celoti.

#### Tretja obravnava
Tretja obravnava se opravi zgolj na seji DZ, pri tem pa poslanci razpravljajo in odločajo o predlogu zakona v celoti. razprava o členih se opravi le, če so vloženi amandmaji. 
Amandmaje v tretji obravnavi vlagajo:
- predlagatelj,
- poslanske skupine in
- Vlada, ko ni predlagateljica.

Ko je končana razprava o amandmajih in morebitnem uskladitvenem amandmaju, DZ glasuje o zakonu v celoti. 
DZ odloča z:
- relativno navadno večino (večina prisotnih poslancev; najpogostejši način odločanja),
- absolutno navadno večino (vsaj 46 glasov poslancev),
- relativno kvalificirano večino (2/3 prisotnih poslancev) ali
- absolutno kvalificirano večino (vsaj 60 glasov poslancev).

Če se zakon nanaša na položaj narodnih skupnosti imata poslanca narodnih skupnosti veto na predlog zakona.

#### Predhodna obravnava
Predlagatelj, ki ima namen vložiti predlog zakona lahko predlaga, da DZ na delovnem telesu pred vložitvijo predloga zakona opravi razpravo o temeljnih vprašanjih in družbenih razmerjih, ki naj bi se uredila z zakonom. Odločitev o izvedbi predhodne obravnave sprejme Kolegij predsednika DZ. V razpravi sodeluje predlagatelj, lahko pa tudi Vlada, če ta ni predlagateljica. Mnenje lahko poda Zakonodajno-pravna služba DZ. Mnenje odbora se po opravljeni razpravi pošlje predlagatelju, ki mora mnenje 
Predhodne obravnave se predlagatelji zakonov poslužujejo redko.

### Skrajšani zakonodajni postopek
Skrajšani postopek se lahko dopusti v primerih, ko gre za:
- manj zahtevne spremembe zakonov,
- prenehanje veljavnosti nekega zakona ali njegovih določb,
- nezahtevne uskladitve zakona z drugimi zakoni ali pravom EU in
- spremembe zakona v zvezi z s postopkom pred Ustavnim sodiščem ali uresničitev ustavne odločbe.

O predlogu, da se predlog zakona obravnava po skrajšanem postopku odloči Kolegij Predsednika DZ.
V skrajšanem postopku se predlog zakona takoj dodeli v obravnavo MDT, tako torej ni splošne razprave v okviru prve obravnave. Druga in tretja obravnava na seji DZ se opravita na isti seji.

### Nujni zakonodajni postopek
Predlog zakona se lahko obravnava po nujnem postopku, ko je to nujno zaradi:
- interesov varnosti ali obrambe države,
- odprave posledic naravne nesreče ali
- preprečitve težko popravljivih posledic za delovanje države.

Utemeljen predlog za obravnavo zakona po nujnem postopku lahko vloži Vlada. O predlogu odloči Kolegij Predsednika DZ.
Zakon je takoj dodeljen v obravnavo MDT in se obravnava na prvi naslednji seji DZ. V nujnem postopku ni splošne razprave v okviru prve obravnave, druga in tretja obravnava se opravita na isti seji. Amandmaje se lahko predlaga tudi ustno.

### Ponovno odločanje o zakonu
Državni svet lahko pred razglasitvijo zakona zahteva, da Državni zbor o zakonu ponovno odloča. Pri ponovnem odločanju Državni zbor odloča z zahtevnejšo večino (večinoma z absolutno navadno večino).
Zahtevo za ponovno odločanje najprej obravnava MDT, izrečejo se že Zakonodajno-pravna služba, predlagatelj in Vlada.
Pred odločanjem poslanske skupine predstavijo stališča. Predlagatelj zahteve lahko dodatno obrazloži zahtevo.

## Proračunski postopki

### Proračunski dokumenti
Proračunski dokumenti so:
- Odlok o okviru za pripravo proračunov (akt s katerim je za vse štiri proračune - državnega, občinske, ZPIZ in ZZZS - opredeljena zgornja meja izdatkov in dovoljen primanjkljaj v % BDP)
- Predlog proračuna (akt s katerim so predvideni prihodki ter odhodki države za eno leto),
- Predlog sprememb proračuna (akt o spremembah in dopolnitvah proračuna, ki ga vlada predloži v sprejem Državnemu zboru pred začetkom leta, na katerega se sprejeti proračun nanaša),
- Predlog rebalansa proračuna (akt o spremembi proračuna med proračunskim letom),
- Proračunski memorandum (akt, ki vsebuje zadnjo napoved gospodarskih gibanj, vsebine politik, ki sledijo prioritetam in ukrepom Državnega programa razvojnih politik, opise strukturnih ukrepov za doseganje predvidenega ciljnega salda iz Srednjeročne fiskalne strategije in politiko upravljanja dolga proračuna države),
- Predlogi finančnih načrtov Zavoda za zdravstveno zavarovanje Slovenije in Zavoda za pokojninsko in invalidsko zavarovanje Slovenije,
- Predlog zakona o izvrševanju proračuna (vsebuje materialne določbe, ki omogočajo izvrševanje proračuna in daje pooblastila ministru za finance pri izvrševanju proračuna) in
- Poročilo o izvrševanju proračuna (namenjeno je poročanju Vladi in Državnemu zboru o izvrševanju proračuna v prvem polletju tekočega leta) in
- Zaključni račun proračuna (akt države, v katerem so prikazani predvideni in realizirani prihodki in drugi prejemki ter odhodki in drugi izdatki države za preteklo leto)

### Postopek za sprejem proračuna
Predlog proračuna za naslednje leto v DZ, kot edina kvalificirana predlagateljica, do 1. oktobra tekočega leta vloži Vlada. Poleg predloga proračuna vlada vloži še proračunski memorandum in ostale povezane dokumente. Predlog proračuna, memorandum in ostale dokumente predsednik DZ s sklicem seje posreduje poslancem.
Na seji DZ, ki poteka brez razprave, predsednik Vlade in minister za finance predstavita predlog proračuna in proračunski memorandum.
K predlogu proračuna se lahko po seji DZ vlagajo amandmaji. Amandmaji morajo upoštevati ravnovesje med izdatki in prihodki proračuna. Amandmaje lahko vložijo:
- poslanci,
- poslanske skupine,
- zainteresirana delovna telesa (samo k delom, ki jih vsebinsko pokrivajo) in
- matično delovno telo (Odbor za finance).

MDT se opredeli do amandmajev in poroča Predsedniku DZ. Do amandmajev se opredeli tudi Vlada in pripravi dopolnjen predlog proračuna, v katerega vključi amandmaje s katerimi se strinja. 
K dopolnjenemu predlogu proračuna je možno vlagati nove amandmaje. Te lahko tokrat vložijo:
- matično delovno telo,
- poslanske skupine in
- najmanj četrtina (23) poslancev.

Predsednik DZ skliče sejo DZ na kateri se obravnava dopolnjen predlog proračuna. Na seji se opravi razprava o posameznih delih proračuna in amandmajih k njim. Po zaključeni razpravi DZ odloča o amandmajih. Ko DZ odloči o amandmajih in delih predloga dopolnjenega proračuna, se ugotovi ali je predlog usklajen na strani odhodkov in prihodkov. 
Če predlog ni usklajen ga uskladi Vlada z uskladitvenim amandmajem o katerem odloča DZ. Če amandma ni sprejet, ni sprejet niti proračun. V tem primeru sledijo usklajevanja med DZ in ministrom za finance. Na strani DZ se pogajajo predsednik MDT in dva poslanca ter zakonodajno-pravna služba. Skupina pripravi končno besedilo predloga proračuna, t. i. izvirnik proračuna.
DZ mora sprejeti tudi zakon o izvrševanju proračuna, ki mora biti usklajen s proračunom. DZ ga sprejme po nujnem zakonodajnem postopku. Če zakon ni sprejet, se šteje, da ni sprejet niti proračun.
Če proračun ni sprejet, določi DZ Vladi nov rok do katerega mora pripraviti nov predlog proračuna. Če proračun države ni sprejet pravočasno, torej do konca koledarskega leta, se financiranje proračunskih uporabnikov do sprejema proračuna začasno izvaja po proračunu preteklega leta, pri tem proračunski uporabniki ne smejo opravljati novih zaposlitev, financiranje pa mora biti sorazmerno porabi prejšnjega leta in te ne sme presegati.

### Postopek za sprejem rebalansa proračuna
Tekom proračunskega leta lahko Vlada predlaga rebalans proračuna. Predlog rebalansa proračuna se obravnava podobno kot predlog proračuna. Amandmaje se lahko vlaga le k delom proračuna, ki jih odpira rebalans proračuna. DZ odloča in razpravlja o rebalansu na isti seji. 

### Postopek za sprejem zaključnega računa
Zaključni račun predloži Vlada DZ po izteku proračunskega leta, najkasneje do 1. oktobra. O predlogu zaključnega računa razpravlja MDT, ki poroča DZ. DZ odloči o predlogu zaključnega računa v celoti.

## Dosedanji sklici Državnega zbora
| Mandat                              | Začetek           | Konec             | Predsednik/-i           | Predsednik/-i | Predsednik/-i | Predsednik/-i                          |
| ----------------------------------- | ----------------- | ----------------- | ----------------------- | ------------- | ------------- | -------------------------------------- |
| Skupščina Republike Slovenije       | 1990              | 23. december 1992 | France Bučar            |               | SDZ           | 17. maj 1990 - 23. december 1992       |
| 1. državni zbor Republike Slovenije | 23. december 1992 | 28. november 1996 | Herman Rigelnik         |               | LDS           | 23. december 1992 - 16. september 1994 |
| 1. državni zbor Republike Slovenije | 23. december 1992 | 28. november 1996 | Miroslav Mozetič (v.d.) |               | SKD           | 16. september 1994                     |
| 1. državni zbor Republike Slovenije | 23. december 1992 | 28. november 1996 | Jožef Školč             |               | LDS           | 16. september 1994 - 3. december 1996  |
| 2. državni zbor Republike Slovenije | 28. november 1996 | 27. oktober 2000  | Janez Podobnik          |               | SLS           | 3. december 1996 - 10. november 2000   |
| 3. državni zbor Republike Slovenije | 27. oktober 2000  | 22. oktober 2004  | Borut Pahor             |               | SD            | 10. november 2000 - 12. julij 2004     |
| 3. državni zbor Republike Slovenije | 27. oktober 2000  | 22. oktober 2004  | Valentin Pohorec (v.d.) |               | DeSUS         | 12. julij 2004                         |
| 3. državni zbor Republike Slovenije | 27. oktober 2000  | 22. oktober 2004  | Franc Feri Horvat       |               | SD            | 12. julij 2004 - 22. oktober 2004      |
| 4. državni zbor Republike Slovenije | 22. oktober 2004  | 15. oktober 2008  | France Cukjati          |               | SDS           | 22. oktober 2004 - 15. oktober 2008    |
| 5. državni zbor Republike Slovenije | 15. oktober 2008  | 21. december 2011 | Pavel Gantar            |               | Zares         | 15. oktober 2008 - 2. september 2011   |
| 5. državni zbor Republike Slovenije | 15. oktober 2008  | 21. december 2011 | Vasja Klavora (v.d.)    |               | DeSUS         | 2. september 2011                      |
| 5. državni zbor Republike Slovenije | 15. oktober 2008  | 21. december 2011 | Ljubo Germič            |               | LDS           | 2. september 2011 - 21. december 2011  |
| 6. državni zbor Republike Slovenije | 21. december 2011 | 1. avgust 2014    | Gregor Virant           |               | DL            | 21. december 2011 - 28. januar 2013    |
| 6. državni zbor Republike Slovenije | 21. december 2011 | 1. avgust 2014    | Jakob Presečnik (v.d.)  |               | SLS           | 28. januar 2013 - 27. februar 2013     |
| 6. državni zbor Republike Slovenije | 21. december 2011 | 1. avgust 2014    | Janko Veber             |               | SD            | 27. februar 2013 - 1. avgust 2014      |
| 7. državni zbor Republike Slovenije | 1. avgust 2014    | 22. junij 2018    | Milan Brglez            |               | SMC           | 1. avgust 2014 - 22. junij 2018        |
| 8. državni zbor Republike Slovenije | 22. junij 2018    | 13. maj 2022      | Matej Tonin             |               | NSi           | 22. junij 2018 - 23. avgust 2018       |
| 8. državni zbor Republike Slovenije | 22. junij 2018    | 13. maj 2022      | Tina Heferle (v.d.)     |               | LMŠ           | 23. avgust 2018                        |
| 8. državni zbor Republike Slovenije | 22. junij 2018    | 13. maj 2022      | Dejan Židan             |               | SD            | 23. avgust 2018 - 3. marec 2020        |
| 8. državni zbor Republike Slovenije | 22. junij 2018    | 13. maj 2022      | Branko Simonovič (v.d.) |               | DeSUS         | 3. marec 2020 - 5. marec 2020          |
| 8. državni zbor Republike Slovenije | 22. junij 2018    | 13. maj 2022      | Igor Zorčič             |               | SMC           | 5. marec 2020 - 13. maj 2022           |
| 8. državni zbor Republike Slovenije | 22. junij 2018    | 13. maj 2022      | Igor Zorčič             | NeP           |               | 5. marec 2020 - 13. maj 2022           |
| 9. državni zbor Republike Slovenije | 13. maj 2022      | trenutno          | Urška Klakočar Zupančič |               | GS            | 13. maj 2022 - danes                   |

## Poslanci
Državni zbor sestavlja 90 poslank in poslancev.